# Andrej Roebljov (tennisser)
Andrej Andrejevitsj Roebljov (Russisch: Андре́й Андре́евич Рублёв) (Moskou, 20 oktober 1997) is een Russisch tennisser. In 2014 won hij het juniorentoernooi van Roland Garros. Hetzelfde jaar werd hij ook prof. 
In 2017 won hij op het ATP-toernooi van Umag 2017 ten koste van de Italiaan Paolo Lorenzi zijn eerste titel. Pas in 2019 won hij in eigen land op het ATP-toernooi van Moskou zijn tweede hoofdprijs.
Het jaar 2020 gold als het jaar van de grote doorbraak. Hij won maar liefst 5 ATP-titels en reikte zowel op de US Open 2020 (tennis, mannen) als op Roland Garros 2020 (mannen) tot de kwartfinale. In 2021 zette hij deze sterke lijn door, door met Rusland de tweede editie van de ATP Cup 2021 te winnen. Op de Australian Open 2021 (mannen) reikte hij wederom tot de kwartfinale van een grandslamtoernooi. Op het ATP-toernooi van Rotterdam 2021 won hij zijn vierde toernooi op rij op het niveau ATP-500. Een maand later bereikte Roebljov op het ATP-toernooi van Monte Carlo 2021 voor de eerste maal in zijn carrière de finale van een masterstoernooi. Na onder meer een zege in de kwartfinale op elfvoudig winnaar Rafael Nadal verloor hij in de eindstrijd van de Griek Stéfanos Tsitsipás. 
In 2021 behaalde hij met zijn dubbelpartner Anastasija Pavljoetsjenkova de gouden medaille op de Olympische Spelen 2020.

## Palmares
| Legenda                       | Legenda               |
| ----------------------------- | --------------------- |
| Grand Slam                    |                       |
| Olympische Spelen             |                       |
| tot 2009                      | vanaf 2009            |
| Tennis Masters Cup            | ATP Finals            |
| ATP Masters Series            | ATP Tour Masters 1000 |
| ATP International Series Gold | ATP Tour 500          |
| ATP International Series      | ATP Tour 250          |

### Enkelspel
| Nr.                  | Datum             | Toernooi            | Ondergrond    | Tegenstander in finale | Score               | Details |
| -------------------- | ----------------- | ------------------- | ------------- | ---------------------- | ------------------- | ------- |
| Gewonnen finales     |                   |                     |               |                        |                     |         |
| 1.                   | 23 juli 2017      | ATP Umag            | Gravel        | Paolo Lorenzi          | 6-4, 6-2            | Details |
| 2.                   | 20 oktober 2019   | ATP Moskou          | Hardcourt (i) | Adrian Mannarino       | 6-4, 6-0            | Details |
| 3.                   | 11 januari 2020   | ATP Doha            | Hardcourt     | Corentin Moutet        | 6-2, 7-6(3)         | Details |
| 4.                   | 18 januari 2020   | ATP Adelaide        | Hardcourt     | Lloyd Harris           | 6-3, 6-0            | Details |
| 5.                   | 27 september 2020 | ATP Hamburg         | Gravel        | Stéfanos Tsitsipás     | 6-4, 3-6, 7-5       | Details |
| 6.                   | 18 oktober 2020   | ATP Sint-Petersburg | Hardcourt (i) | Borna Ćorić            | 7-6(5), 6-4         | Details |
| 7.                   | 1 november 2020   | ATP Wenen           | Hardcourt (i) | Lorenzo Sonego         | 6-4, 6-4            | Details |
| 8.                   | 7 maart 2021      | ATP Rotterdam       | Hardcourt (i) | Márton Fucsovics       | 7-6(4), 6-4         | Details |
| 9.                   | 20 februari 2022  | ATP Marseille       | Hardcourt (i) | Félix Auger-Aliassime  | 7-5, 7-6(4)         | Details |
| 10.                  | 26 februari 2022  | ATP Dubai           | Hardcourt (i) | Jiří Veselý            | 6-3, 6-4            | Details |
| 11.                  | 24 april 2022     | ATP Belgrado        | Gravel        | Novak Djokovic         | 7-6(2), 6-7(4), 6-0 | Details |
| 12.                  | 16 oktober 2022   | ATP Gijón           | Hardcourt (i) | Sebastian Korda        | 6-2, 6-3            | Details |
| 13.                  | 16 april 2023     | ATP Monte Carlo     | Gravel        | Holger Rune            | 5-7, 6-2, 7-5       | Details |
| 14.                  | 15 juli 2023      | ATP Båstad          | Gravel        | Casper Ruud            | 7-6(3), 6-0         | Details |
| 15.                  | 7 januari 2024    | ATP Hongkong        | Hardcourt     | Emil Ruusuvuori        | 6-4, 6-4            | Details |
| 16.                  | 5 mei 2024        | ATP Madrid          | Gravel        | Félix Auger-Aliassime  | 4-6, 7-5, 7-5       | Details |
| Verloren finales     |                   |                     |               |                        |                     |         |
| 1.                   | 6 januari 2018    | ATP Doha            | Hardcourt     | Gaël Monfils           | 2-6, 3-6            | Details |
| 2.                   | 28 juli 2019      | ATP Hamburg         | Gravel        | Nikoloz Basilasjvili   | 5-7, 6-4, 3-6       | Details |
| 3.                   | 18 april 2021     | ATP Monte Carlo     | Gravel        | Stéfanos Tsitsipás     | 3-6, 3-6            | Details |
| 4.                   | 20 juni 2021      | ATP Halle           | Gras          | Ugo Humbert            | 3-6, 6-7(4)         | Details |
| 5.                   | 22 augustus 2021  | ATP Cincinnati      | Hardcourt     | Alexander Zverev       | 2-6, 3-6            | details |
| 6.                   | 4 maart 2023      | ATP Dubai           | Hardcourt     | Daniil Medvedev        | 2-6, 2-6            | details |
| 7.                   | 23 april 2023     | ATP Banja Luka      | Gravel        | Dušan Lajović          | 3-6, 6-4, 4-6       | Details |
| 8.                   | 25 juni 2023      | ATP Halle           | Gras          | Aleksandr Boeblik      | 3-6, 6-3, 6-3       | details |
| 9.                   | 15 oktober 2023   | ATP Shanghai        | Hardcourt     | Hubert Hurkacz         | 3-6, 6-3, 6-7(8)    | details |
| Gewonnen challengers |                   |                     |               |                        |                     |         |
| 1.                   | 6 maart 2016      | Quimper             | Hardcourt (i) | Paul-Henri Mathieu     | 6-7(6), 6-4, 6-4    |         |

#### Next generation ATP Finals
| Nr.              | Datum            | Toernooi                   | Ondergrond    | Tegenstander in finale | Score                    | Details |
| ---------------- | ---------------- | -------------------------- | ------------- | ---------------------- | ------------------------ | ------- |
| Verloren finales |                  |                            |               |                        |                          |         |
| 1.               | 11 november 2017 | Next Generation ATP Finals | Hardcourt (i) | Chung Hyeon            | 4-3(5), 3-4(2), 2-4, 2-4 | Details |

### Dubbelspel
| Nr.                          | Datum            | Toernooi         | Ondergrond    | Partner           | Tegenstanders in finale             | Score               | Details |
| ---------------------------- | ---------------- | ---------------- | ------------- | ----------------- | ----------------------------------- | ------------------- | ------- |
| Gewonnen finales herendubbel |                  |                  |               |                   |                                     |                     |         |
| 1.                           | 25 oktober 2015  | ATP Moskou       | Hardcourt (i) | Dmitri Toersoenov | Radu Albot František Čermák         | 2-6, 6-1, [10-6]    | Details |
| 2.                           | 12 maart 2021    | ATP Doha         | Hardcourt     | Aslan Karatsev    | Marcus Daniell Philipp Oswald       | 7-5, 6-4            | Details |
| 3.                           | 20 februari 2022 | ATP Marseille    | Hardcourt (i) | Denys Moltsjanov  | Raven Klaasen Ben McLachlan         | 4-6, 7-5, [10-7]    | Details |
| 4.                           | 6 mei 2023       | ATP Madrid       | Gravel        | Karen Chatsjanov  | Rohan Bopanna Matthew Ebden         | 6-3, 3-6, [10-3]    | Details |
| Verloren finales herendubbel |                  |                  |               |                   |                                     |                     |         |
| 1.                           | 31 maart 2018    | ATP Miami        | Hardcourt     | Karen Chatsjanov  | Bob Bryan Mike Bryan                | 6-4, 6-7(5), [4-10] | Details |
| 2.                           | 3 november 2019  | ATP Parijs       | Hardcourt (i) | Karen Chatsjanov  | Pierre-Hugues Herbert Nicolas Mahut | 4-6, 1-6            | Details |
| 3.                           | 17 oktober 2021  | ATP Indian Wells | Hardcourt     | Aslan Karatsev    | John Peers Filip Polášek            | 3-6, 6-7(5)         | Details |
| Gewonnen challengers         |                  |                  |               |                   |                                     |                     |         |
| 1.                           | 7 februari 2015  | Dallas           | Hardcourt (i) | Denis Moltsjanov  | Hans Hach Verdugo Luis Patino       | 6-4, 7-6 (5)        |         |
| 2.                           | 5 juli 2015      | Padova           | Gravel        | Michail Jelgin    | Alessandro Giannessi Federico Galo  | 6-4, 7-6 (4)        |         |

### Gemengd dubbelspel
| Nr.                            | Datum           | Toernooi          | Ondergrond | Partner                     | Tegenstanders in finale       | Score                | Details |
| ------------------------------ | --------------- | ----------------- | ---------- | --------------------------- | ----------------------------- | -------------------- | ------- |
| Gewonnen finales gemengddubbel |                 |                   |            |                             |                               |                      |         |
| 1.                             | 1 augustus 2021 | Olympische Spelen | Hardcourt  | Anastasija Pavljoetsjenkova | Jelena Vesnina Aslan Karatsev | 6-3, 6-7(5), [13-11] | Details |

### Landencompetities
| Nr.              | Datum                | Toernooi  | Ondergrond    | Partner(s)                                                                        | Tegenstanders                                                                                  | Score                | Ref.    |
| ---------------- | -------------------- | --------- | ------------- | --------------------------------------------------------------------------------- | ---------------------------------------------------------------------------------------------- | -------------------- | ------- |
| Gewonnen finales |                      |           |               |                                                                                   |                                                                                                |                      |         |
| 1.               | 7 januari 2021       | ATP Cup   | Hardcourt     | Daniil Medvedev Jevgeni Donskoj Aslan Karatsev                                    | Matteo Berrettini Fabio Fognini Simone Bolelli Andrea Vavassori                                | 2-0 (2 wedstrijden)  | Details |
| 2.               | 20-22 september 2021 | Laver Cup | Hardcourt (i) | Daniil Medvedev Stéfanos Tsitsipás Alexander Zverev Matteo Berrettini Casper Ruud | Félix Auger-Aliassime Denis Shapovalov Diego Schwartzman Reilly Opelka John Isner Nick Kyrgios | 14-1 (9 wedstrijden) | details |
| 3.               | 5 december 2021      | Davis Cup | Hardcourt (i) | Daniil Medvedev Aslan Karatsev Karen Chatsjanov                                   | Marin Čilić Borna Gojo Nino Serdarušić Nikola Mektić Mate Pavić                                | 2-0 (2 wedstrijden)  | details |
| Verloren finales |                      |           |               |                                                                                   |                                                                                                |                      |         |
| 1.               | 22-24 september 2023 | Laver Cup | Hardcourt (i) | Casper Ruud Hubert Hurkacz Alejandro Davidovich Fokina Gaël Monfils Arthur Fils   | Taylor Fritz Frances Tiafoe Tommy Paul Félix Auger-Aliassime Ben Shelton Francisco Cerúndolo   | 2-13 (9 wedstrijden) | details |

## Resultaten grote toernooien
| Legenda | Legenda                          |
| ------- | -------------------------------- |
| g.t.    | geen toernooi gehouden           |
| l.c.    | lagere categorie                 |
| –       | niet deelgenomen                 |
| G       | uitgeschakeld in de groepsfase   |
| 1R      | uitgeschakeld in de eerste ronde |
| 2R      | uitgeschakeld in de tweede ronde |
| 3R      | uitgeschakeld in de derde ronde  |
| 4R      | uitgeschakeld in de vierde ronde |
| KF      | uitgeschakeld in de kwartfinale  |
| HF      | uitgeschakeld in de halve finale |
| F       | de finale verloren               |
| W       | het toernooi gewonnen            |
| w-v     | winst/verlies-balans             |

### Enkelspel
| grandslamtoernooien |      |     |      |      |      |      |      |      |      |    |
| Australian Open     | –    | –   | 2R   | 3R   | 1R   | 4R   | KF   | 3R   | KF   | KF |
| Roland Garros       | –    | –   | 1R   | –    | –    | KF   | 1R   | KF   | 3R   |    |
| Wimbledon           | –    | –   | 2R   | –    | 2R   | g.t. | 4R   | –    | KF   |    |
| US Open             | 1R   | –   | KF   | 1R   | 4R   | KF   | 3R   | KF   | KF   |    |
| ATP Finals          |      |     |      |      |      |      |      |      |      |    |
| ATP Finals          | –    | –   | –    | –    | –    | G    | G    | HF   | G    |    |
| ATP Masters 1000    |      |     |      |      |      |      |      |      |      |    |
| Indian Wells        | –    | –   | –    | 2R   | 3R   | g.t. | 3R   | HF   | 4R   | 3R |
| Miami               | 2R   | 1R  | 2R   | 2R   | 3R   | g.t. | HF   | 2R   | 4R   | 2R |
| Monte Carlo         | –    | 1R  | –    | –    | 1R   | g.t. | F    | 3R   | W    | 2R |
| Madrid              | –    | –   | –    | –    | –    | g.t. | 3R   | KF   | 4R   | W  |
| Rome                | –    | –   | –    | –    | –    | 2R   | KF   | 2R   | 4R   |    |
| Montreal/Toronto    | –    | –   | –    | 1R   | –    | g.t. | 3R   | 2R   | 2R   |    |
| Cincinnati          | –    | –   | –    | 1R   | KF   | 1R   | F    | 3R   | 2R   |    |
| Shanghai            | –    | –   | 2R   | 1R   | 3R   | g.t. | g.t. | g.t. | F    |    |
| Parijs              | –    | –   | 1R   | –    | 1R   | 3R   | 2R   | 3R   | HF   |    |
| olympisch           |      |     |      |      |      |      |      |      |      |    |
| Olympische Spelen   | g.t. | –   | g.t. | g.t. | g.t. | g.t. | 1R   | g.t. | g.t. |    |
| statistieken        |      |     |      |      |      |      |      |      |      |    |
| titels per jaar     | 0    | 0   | 1    | 0    | 1    | 5    | 1    | 4    | 2    | 2  |
| eindejaarsranking   | 185  | 156 | 39   | 68   | 23   | 8    | 5    | 8    | 5    |    |

### Dubbelspel
| toernooi            | 2017 | 2018 | 2019 | 2020 | 2021 | 2022 | 2023 | 2024 |
| ------------------- | ---- | ---- | ---- | ---- | ---- | ---- | ---- | ---- |
| grandslamtoernooien |      |      |      |      |      |      |      |      |
| Australian Open     | –    | 1R   | 2R   | 1R   | –    | –    | –    |      |
| Roland Garros       | –    | –    | –    | –    | –    | –    | –    |      |
| Wimbledon           | –    | –    | –    | g.t. | –    | –    | –    |      |
| US Open             | 3R   | –    | 1R   | –    | –    | –    | –    |      |
| ATP Masters 1000    |      |      |      |      |      |      |      |      |
| Indian Wells        | –    | –    | –    | g.t. | F    | KF   | 1R   |      |
| Miami               | 1R   | F    | –    | g.t. | 2R   | 2R   | –    |      |
| Monte Carlo         | –    | –    | –    | g.t. | 2R   | 1R   | 2R   |      |
| Madrid              | –    | –    | –    | g.t. | 2R   | 2R   | W    |      |
| Rome                | –    | –    | –    | 1R   | –    | –    | 2R   |      |
| Montreal/Toronto    | –    | –    | KF   | g.t. | 2R   | 2R   | KF   |      |
| Cincinnati          | –    | –    | –    | 1R   | 2R   | 2R   | 2R   |      |
| Shanghai            | –    | –    | 1R   | g.t. | g.t. | g.t. | 2R   |      |
| Parijs              | 1R   | –    | F    | –    | –    | 1R   | 2R   |      |
| olympisch           |      |      |      |      |      |      |      |      |
| Olympische Spelen   | g.t. | g.t. | g.t. | g.t. | 1R   | g.t. | g.t. |      |
| statistieken        |      |      |      |      |      |      |      |      |
| titels per jaar     | 0    | 0    | 0    | 0    | 1    | 1    | 1    |      |
| eindejaarsranking   | 316  | 127  | 75   | 81   | 74   | 116  | 46   |      |